# Ferrari SF1000
De Ferrari SF1000 is een Formule 1-auto die gebruikt is door het Formule 1-team van Ferrari in het seizoen 2020. De auto is de opvolger van de Ferrari SF90.

## Onthulling
Op 11 februari 2020 onthulde Ferrari de nieuwe auto in het Teatro Municipale Romolo Valli in Reggio Emilia.
De auto werd in seizoen 2020 gereden door de Duitser Sebastian Vettel, die zijn zesde seizoen bij Ferrari reed en Monegask Charles Leclerc, die zijn tweede seizoen bij Ferrari inging. De naam SF1000 is een referentie naar de duizendste Grand Prix die Ferrari dit seizoen gereden heeft. Vettel noemt het chassis liefkozend Lucilla.

## Resultaten
| Kleur  | Resultaat                              |
| ------ | -------------------------------------- |
| Goud   | Winnaar                                |
| Zilver | Tweede plaats                          |
| Brons  | Derde plaats                           |
| Groen  | Gefinisht (punten behaald)             |
| Blauw  | Gefinisht (geen punten behaald)        |
| Blauw  | Niet geklasseerd (NC)                  |
| Paars  | Uitgevallen (DNF)                      |
| Rood   | Niet gekwalificeerd (DNQ)              |
| Zwart  | Gediskwalificeerd (DSQ)                |
| Wit    | Niet gestart (DNS)                     |
| Blanco | Gewond (INJ)                           |
| Blanco | Uitgesloten (EX)                       |
| Blanco | Teruggetrokken (WD) / Niet deelgenomen |
| P      | Poleposition                           |
| S      | Snelste ronde                          |

| Jaar | Chassis en banden | Motor       | Coureurs         | 1   | 2   | 3   | 4   | 5   | 6   | 7   | 8   | 9   | 10  | 11  | 12  | 13  | 14  | 15  | 16  | 17  | Punten | WK-plaats |
| ---- | ----------------- | ----------- | ---------------- | --- | --- | --- | --- | --- | --- | --- | --- | --- | --- | --- | --- | --- | --- | --- | --- | --- | ------ | --------- |
| 2020 | Ferrari SF1000 P  | Ferrari 065 |                  | OOS | STI | HON | GBR | 70J | SPA | BEL | ITA | TOS | RUS | EIF | POR | EMI | TUR | BHR | SAK | ABU | 131    | 6e        |
| 2020 | Ferrari SF1000 P  | Ferrari 065 | Sebastian Vettel | 10  | DNF | 6   | 10  | 12  | 7   | 13  | DNF | 10  | 13  | 11  | 10  | 12  | 3   | 13  | 12  | 14  | 131    | 6e        |
| 2020 | Ferrari SF1000 P  | Ferrari 065 | Charles Leclerc  | 2   | DNF | 11  | 3   | 4   | DNF | 14  | DNF | 8   | 6   | 7   | 4   | 5   | 4   | 10  | DNF | 13  | 131    | 6e        |

Alfa Romeo C39 ·
AlphaTauri AT01 ·
Ferrari SF1000 ·
Haas VF-20 ·
McLaren MCL35 ·
Mercedes-AMG F1 W11 EQ Performance ·
Racing Point RP20 ·
Red Bull RB16 ·
Renault R.S.20 ·
Williams FW43